# Trupanea aucta
Trupanea aucta
 es una especie de insecto díptero que Mario Bezzi describió científicamente por primera vez en el año 1913.
Esta especie pertenece al género Trupanea de la familia Tephritidae.